# Canoagem nos Jogos Olímpicos de Verão de 2008 - Slalom C-2 masculino
A competição slalom C-2 masculino de canoagem nos Jogos Olímpicos de Verão de 2008 realizou-se nos dias 13 (provas eliminatórias), 14 (semifinais) e 15 (final) de agosto de 2008.

## Medalhistas
| Ouro   | SVK Pavol Hochschorner e Peter Hochschorner |
| Prata  | CZE Jaroslav Volf e Ondřej Štěpánek         |
| Bronze | RUS Mikhail Kuznetsov e Dmitry Larionov     |

## Calendário
Horários de Pequim (UTC+8)
| Data                               | Horário     | Fase                       |
| ---------------------------------- | ----------- | -------------------------- |
| Quarta feira, 13 de agosto de 2008 | 15:00-15:40 | Eliminatórias (1ª bateria) |
| Quarta feira, 13 de agosto de 2008 | 16:42-17:22 | Eliminatórias (2ª bateria) |
| Quinta-feira, 14 de agosto de 2008 | 15:00-15:35 | Semifinal                  |
| Sexta-feira, 15 de agosto de 2008  | 16:47-17:12 | Final                      |

## Resultados
| Pos. | Nome                                        | Preliminar | Preliminar | Preliminar | Preliminar | Semifinal | Semifinal | Final  | Final  |
| Pos. | Nome                                        | Desc. 1    | Desc. 2    | Total      | Pos.       | Tempo     | Pos.      | Tempo  | Total  |
| ---- | ------------------------------------------- | ---------- | ---------- | ---------- | ---------- | --------- | --------- | ------ | ------ |
|      | SVK Pavol Hochschorner & Peter Hochschorner | 93.69      | 93.04      | 186.73     | 1          | 94.88     | 2         | 95.94  | 190.82 |
|      | CZE Jaroslav Volf & Ondřej Štěpánek         | 93.78      | 97.16      | 190.94     | 4          | 95.33     | 3         | 97.56  | 192.89 |
|      | RUS Mikhail Kuznetsov & Dmitry Larionov     | 98.43      | 97.65      | 196.08     | 6          | 98.57     | 4         | 98.80  | 197.37 |
| 4    | FRA Cédric Forgit & Martin Braud            | 96.17      | 92.39      | 188.56     | 2          | 102.76    | 5         | 95.43  | 198.19 |
| 5    | ITA Andrea Benetti & Erik Masoero           | 100.08     | 102.20     | 202.28     | 8          | 103.64    | 6         | 100.48 | 204.12 |
| 6    | GER Felix Michel & Sebastian Piersig        | 96.04      | 96.33      | 192.37     | 5          | 94.38     | 1         | 110.05 | 204.43 |
|      |                                             |            |            |            |            |           |           |        |        |
| 7    | AUS Mark Bellofiore & Lachie Milne          | 104.61     | 98.21      | 202.82     | 9          | 104.17    | 7         |        |        |
| 8    | POL Paweł Sarna & Marcin Pochwała           | 98.38      | 100.37     | 198.75     | 7          | 105.32    | 8         |        |        |
| 9    | JPN Masatoshi Samma & Hiroyuki Nagao        | 99.47      | 113.09     | 212.56     | 10         | 110.10    | 9         |        |        |
| 10   | CHN Hu Minghai & Shu Junrong                | 97.30      | 93.34      | 190.64     | 3          | 164.08    | 10        |        |        |
|      |                                             |            |            |            |            |           |           |        |        |
| 11   | USA Rick Powell & Casey Eichfeld            | 101.69     | 151.65     | 253.34     | 11         |           |           |        |        |
| 12   | RSA Cyprian Nigidi & Cameron McIntosh       | 119.83     | 157.37     | 277.20     | 12         |           |           |        |        |